# Jaguar X100
Jaguar X100 ist die interne Bezeichnung für eine von Frühjahr 1996 bis Sommer 2005 produzierte Generation der Modelle XK8 und XKR des britischen Automobilherstellers Jaguar.

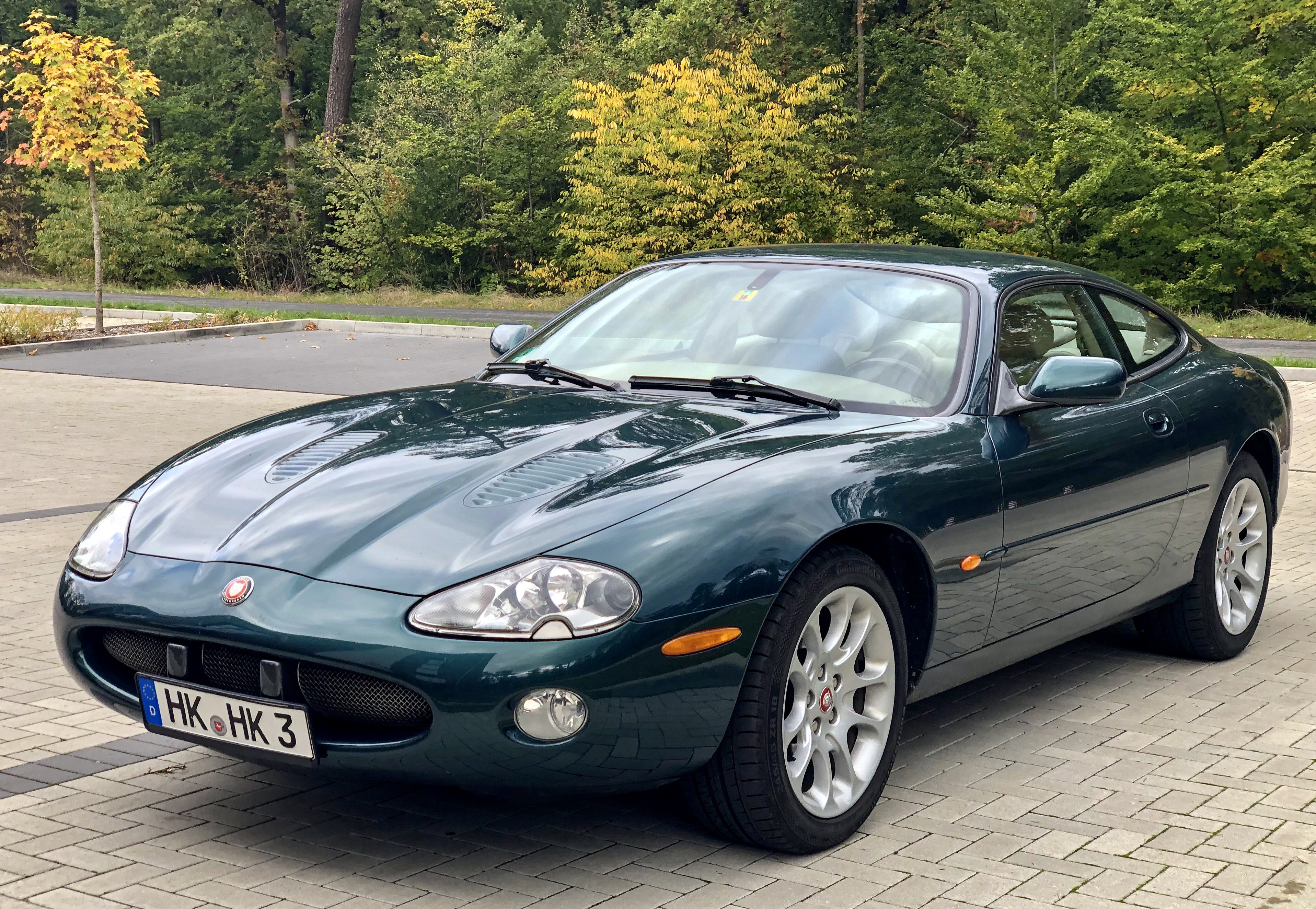
Jaguar XKR Coupé Modelljahr 2002

Der XK8 stand eher in der Tradition des E-Type als des zurückhaltenden XJS.

## Geschichte
Der XK8 wurde im März 1996 auf dem Genfer Auto-Salon vorgestellt. Der Sportwagen wurde in den zwei Karosserieformen Coupé und Cabrio sowie wahlweise mit einem Saugmotor (als XK8) oder einem Kompressor-Motor (als XKR) angeboten. Letzteren kennzeichnen eine Heckspoilerlippe, Entlüftungsschlitze in der Motorhaube, ein Kühlergrill in Gitteroptik sowie größere Räder. Die Karosserien wurden in der Fabrik Castle Bromwich bei Birmingham gebaut und lackiert, für die Endfertigung kamen sie danach an die Browns Lane im Vorort Allesley von Coventry.

## Motoren
Beide Modelle verfügen über den in Whitley entwickelten AJ-V8 mit 4,0-Liter Hubraum und 32 Ventilen, der in der Standardversion 209 kW (284 PS) leistet (interne Bezeichnung AJ26). Mit dem im Frühjahr 1998 eingeführten Kompressor beträgt die Leistung 267 kW (363 PS). Die Höchstgeschwindigkeit ist bei beiden elektronisch auf 250 km/h begrenzt, die Beschleunigung von 0–100 km/h vollführen sie in 6,7 s (XK8) bzw. 5,4 s (XKR).
Die Motoren wurden in Bridgend in Südwales gebaut und in Browns Lane eingebaut. Sämtliche Funktionen des Motors werden elektronisch überwacht. Für die Kraftübertragung sorgt ein Fünfgang-Automatikgetriebe. Der Motor ist über den Vorderrädern eingebaut, das Gewicht aber ausgeglichen auf beide Achsen verteilt.
- Heckansicht
- Jaguar XK8 Cabriolet
- Innenraum

Im Sommer 2002  (Modelljahr 2003, ab VIN A30645, interne Bezeichnung X103) wurde der Hubraum auf 4,2 Liter vergrößert und die Leistung auf 219 kW (298 PS) beim XK8 bzw. 290 kW (395 PS) beim XKR angehoben. Zahlreiche Assistenzsysteme und technische Änderungen begleiten die Umstellung auf den neuen Motor (intern als AJ34 bezeichnet), wie z. B. das neue und als äußerst standfest geltende Sechsgang-Automatikgetriebe von ZF 6HP26, größere Bremsscheiben und ein Notfallbremsassistent. Der AJ34 gilt als extrem zuverlässig, nicht wenige Modelle mit einer Laufleistung von über 500.000 km sind zu finden.

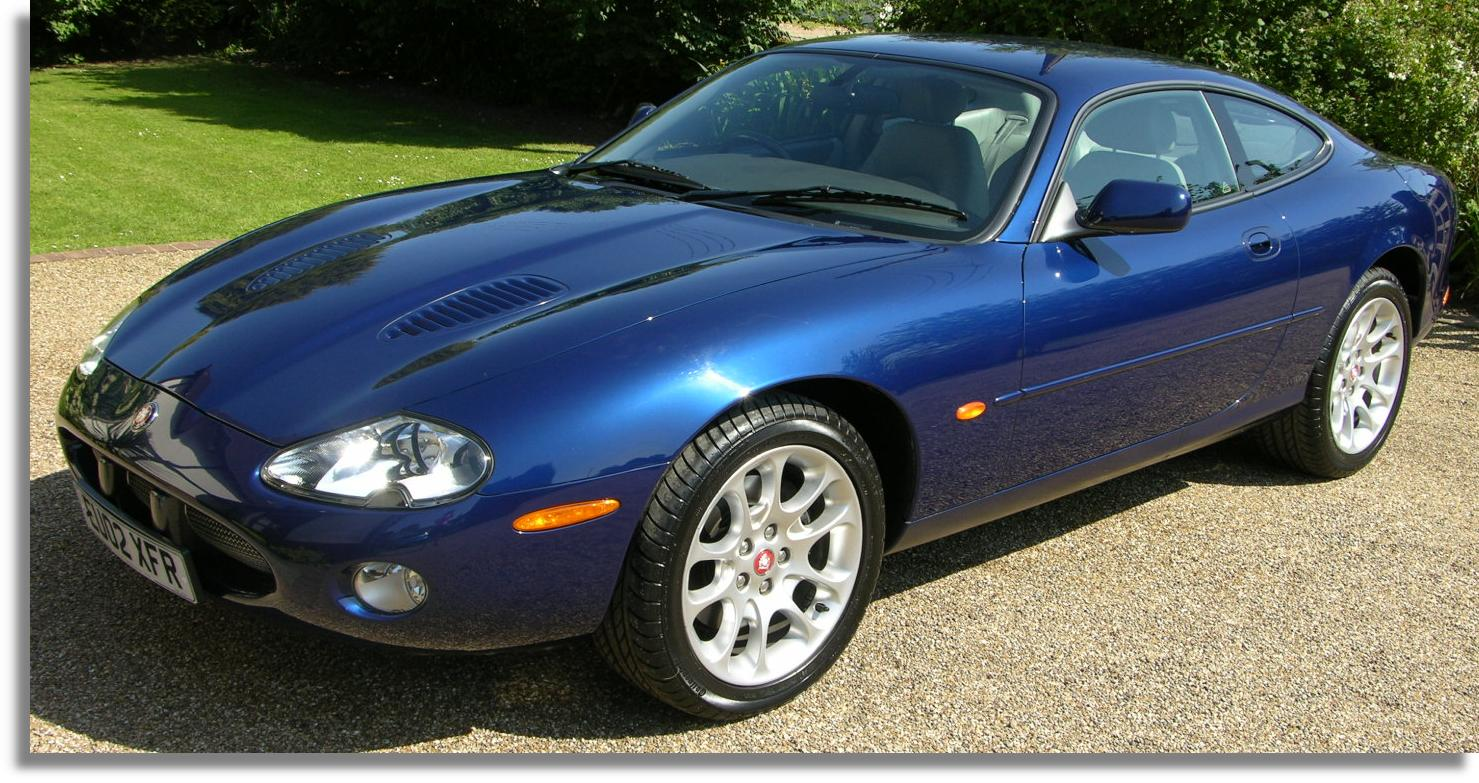
Jaguar XKR Coupé

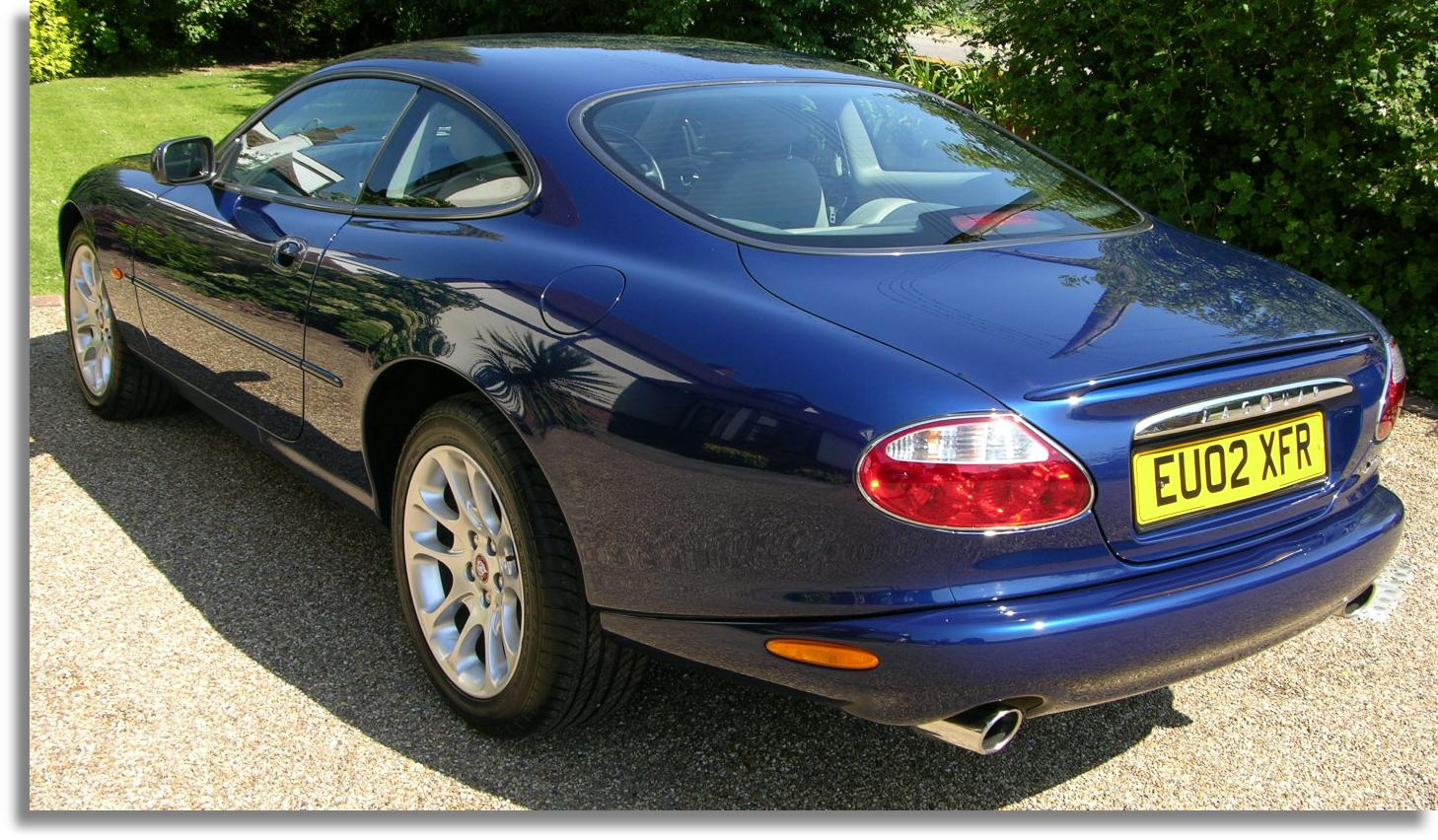
Heckansicht
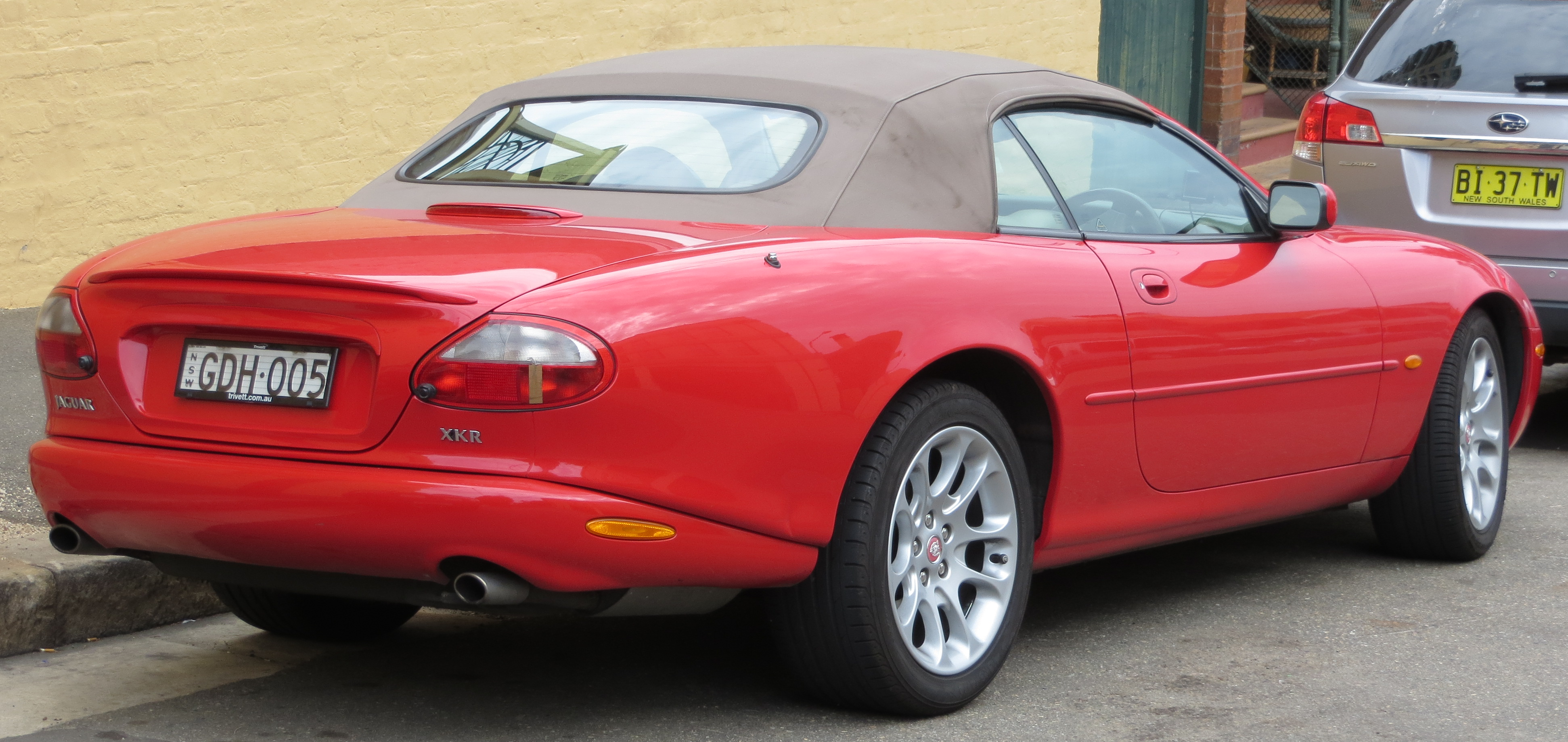
Jaguar XKR Cabriolet
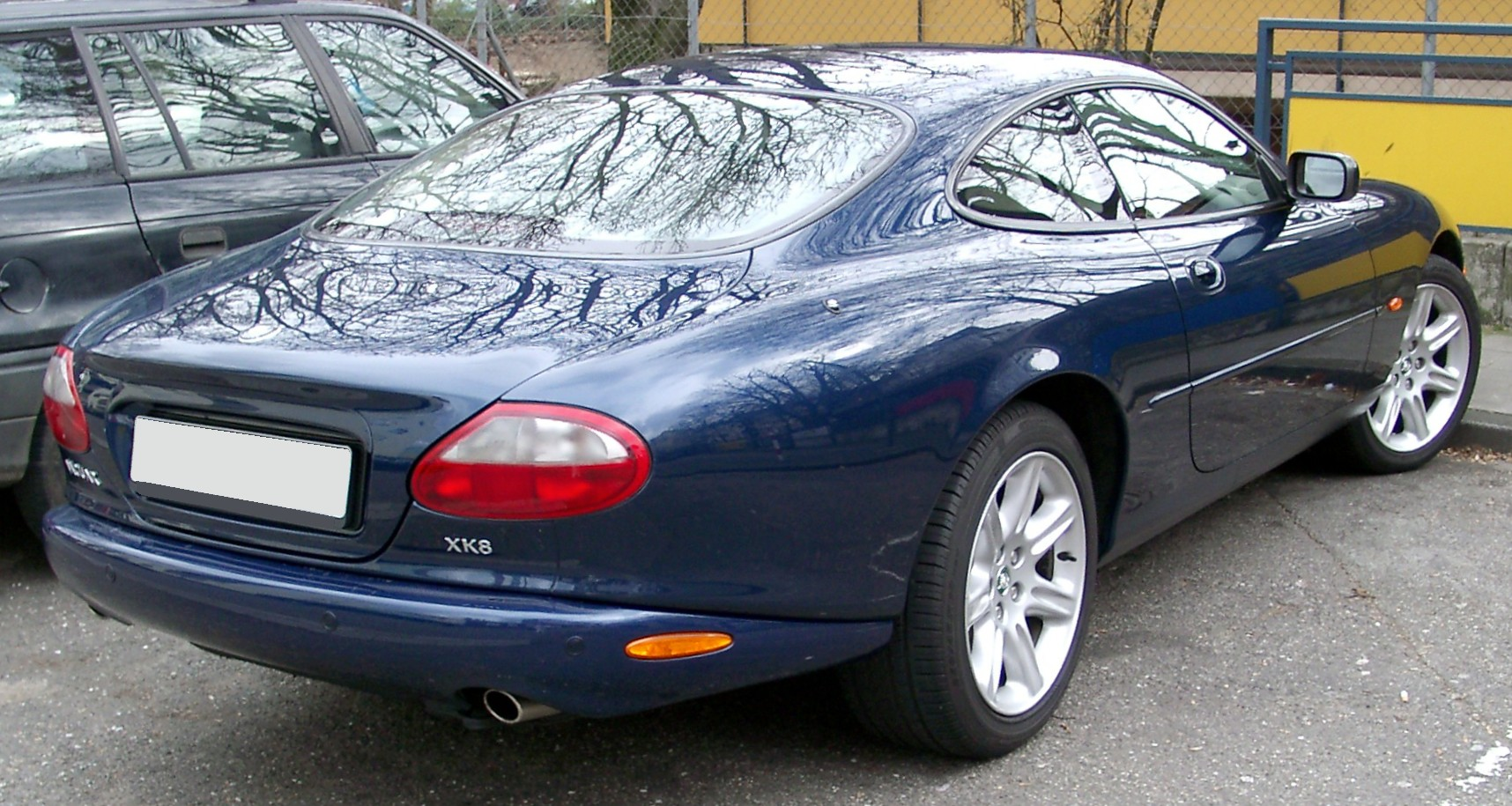
Heckansicht
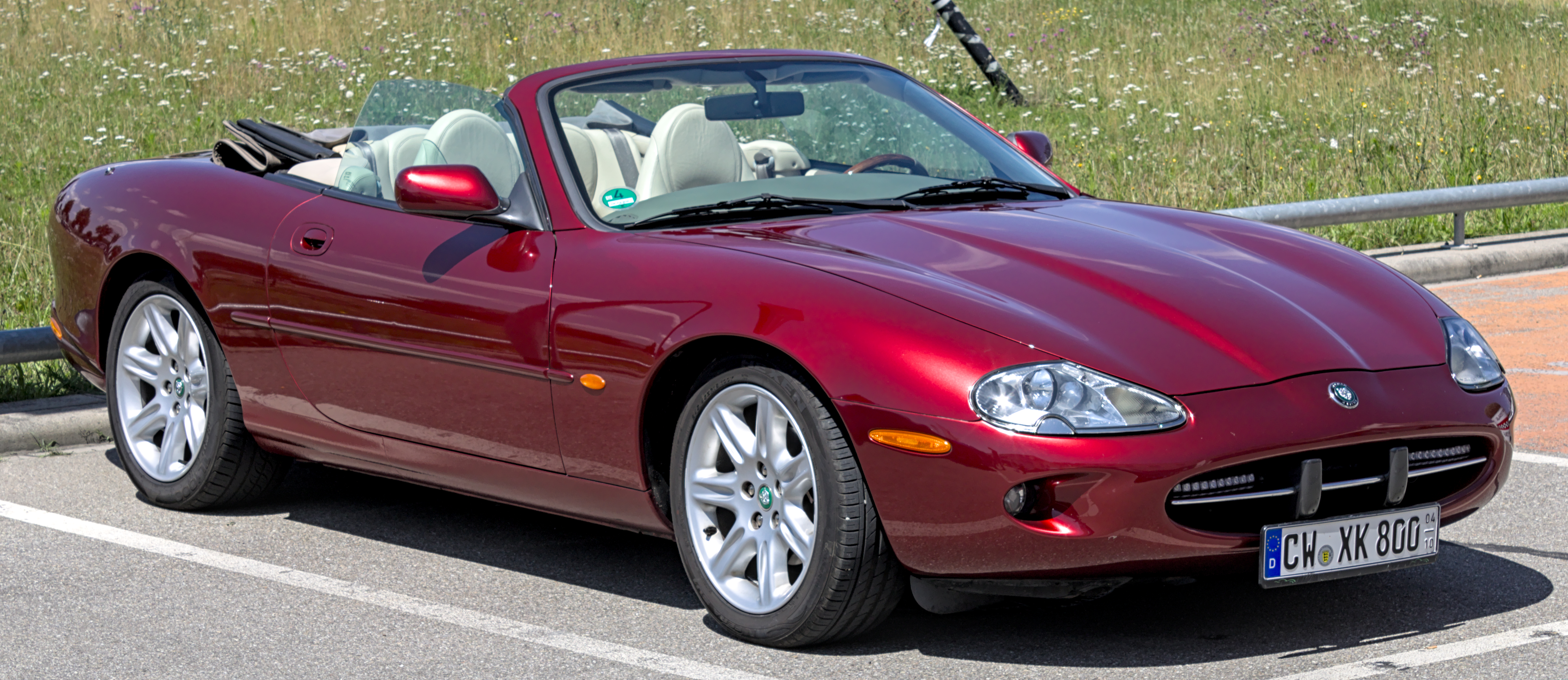
Jaguar XKR Cabriolet
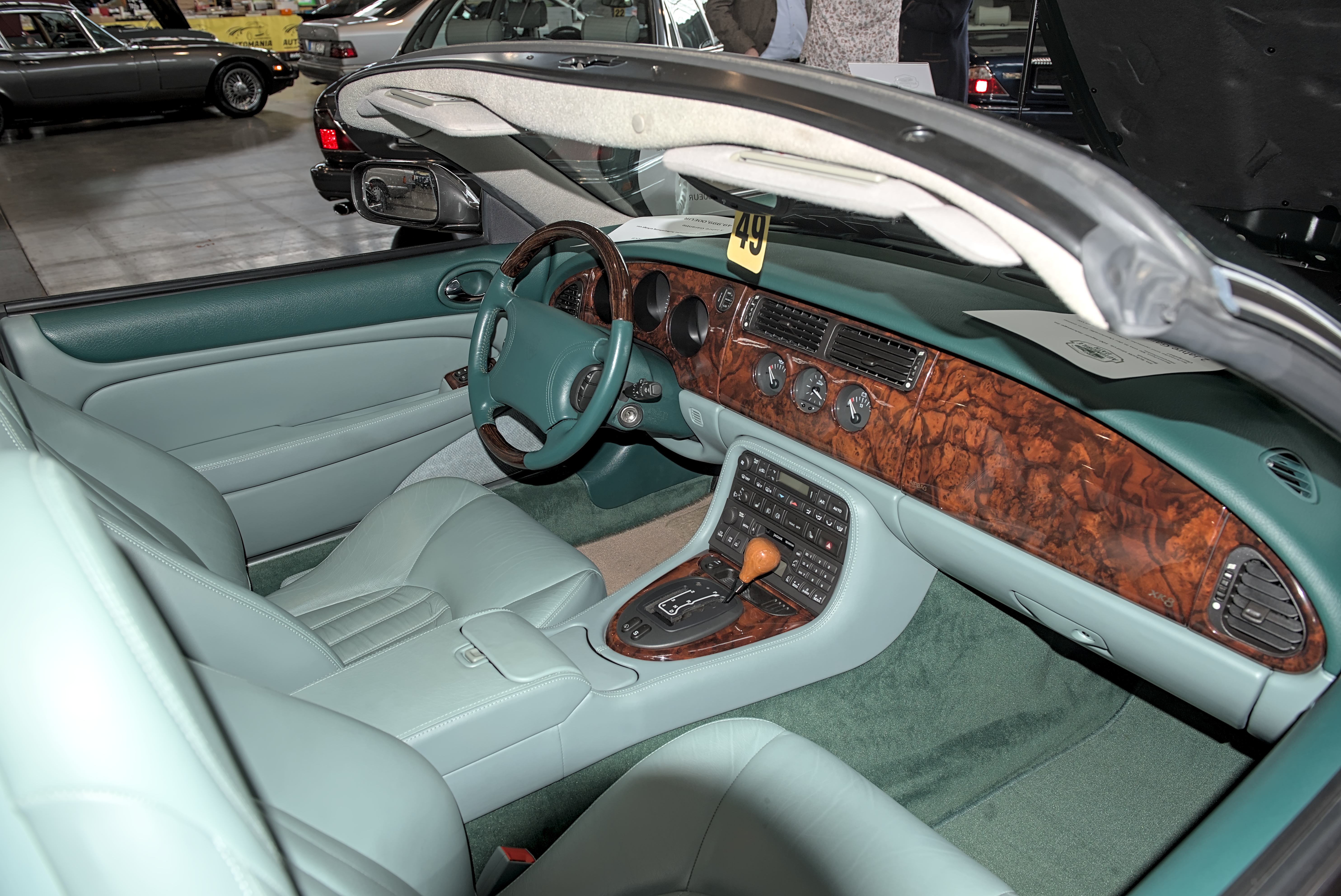
Innenraum

## Optik

### „Urmodell“
Das ursprüngliche Gesicht des Jaguar X100 ist äußerlich auf den ersten Blick durch die in die Schürze versetzen, runden Nebenscheinwerfer erkennbar. Der Lufteinlass des XK-Modelles war durch die beiden vertikalen „Zähne“ (Dämpfer) und eine verchromte Querstrebe geprägt, jener des XKR durch ein Gitter, das aber hinter den Zähnen lag. Vom vorderen bis zum hinteren Kotflügel befand sich mittig eine Türschutzleiste, die erst beim zweiten Facelift 2004 entfiel.

### Facelift 2001 (X102)
Das Facelift 2001 war sehr sanft. Auf den ersten Blick erkennbar sind die nach vorne gerutschten Klarglasnebelscheinwerfer, die dem X100 ein moderneres Aussehen geben. Bei genauerem Hinsehen kann man erkennen, dass das „Innenleben“ der Scheinwerfer ebenfalls geändert wurde. Das Facelift 2001 wurde ohne Motorenumstellung auf den Markt gebracht. Die Einführung des 4.2L-Motors samt zahlreichen anderen technischen Änderungen erfolgte Mitte 2003 ohne (wirkliches) Facelift.
Das Heck wurde wie die Front eleganter. Die größte Modifikation waren die Rücklichter. Diesen wurden optisch Tiefe verliehen, vor allem durch die durch das klare Glas sichtbaren Linsen und Reflektoren. Gleichzeitig wurden die Rücklichter von einer Chromleiste umrandet. Der Träger der Kennzeichenbeleuchtung wurde optisch abgesetzt und erhielt „Jaguar“ eingeprägt. Innen verschwanden zum Leidwesen vieler Liebhaber heute die schönen Rundinstrumente der Mittelkonsole zu Gunsten eines SATNAV-Systems. Da keine Updates mehr angeboten werden, ist dieses Navigationssystem nur mehr eingeschränkt nutzbar.
Die Sitze hatten nun serienmäßig verstellbare Kopfstützen (diese waren bei den „Urmodellen“ integriert). Das Leder nicht mehr längs, sondern quer abgesteppt.

### Facelift 2004 (X104)
2004 fand das zweite Facelift statt. Die Frontschürze wurde deutlich umgestaltet und nach unten gezogen sowie ein zweiter Lufteinlass vorgesehen. Die beiden „Zähne“ sind beim XKR hinter das Gitter gerutscht. Seitenschweller, die optisch bis in die Frontschürze gezogen wurden, verstärken den deutlich breiteren Eindruck dieser Modelle. Die Abdeckung der Kennzeichenbeleuchtung ist nun serienmäßig verchromt. Der XKR hat einen modifizieren Endspoiler und zeichnet sich durch vier Endrohre aus. Die Modelle dieses Facelifts werden heutzutage deutlich höher im Preis gehandelt als die beiden Vorgänger. Dies liegt zum einen an der ausgereiften Technik (Laufruhe des 4.2L-Motors sowie standfestes Automatikgebtriebe), zum anderen an der gefälligen Optik. Die geringen Stückzahlen, die es davon im letzten Baujahr gab, tun ihr Übriges. Noch teurer sind die Sondermodelle der Final Editions.

## Fahrwerk
Die Räder sind vorn an doppelten Dreieckslenkern, Schraubenfedern, Teleskopstoßdämpfern und Querstabilisator in einem Aluminiumguss-Hilfsrahmen aufgehängt. Die Hinterräder werden durch gegabelte untere Dreieckslenker und über die Antriebswellen geführt, die die oberen Lenker ersetzen. Die Federung erfolgt mittels Schraubenfedern, Teleskop-Stoßdämpfer (beim XKR zweistufig) und Querstabilisator auch hinten. Alle vier Räder haben hydraulisch betätigte Scheibenbremsen mit Unterdruck-Servo und eine Stabilitätskontrolle, die vom Motormanagement gesteuert wird.

## Ausstattung
Beim XKR serienmäßig und für die XK8 optional ist das computergesteuerte Aufhängungssystem CATS (Computer Active Technology Suspension). Es beinhaltet elektronisch gesteuerte Sensordämpfer, 18-Zoll-Räder sowie Niederquerschnittsreifen (hinten asymmetrisch). Alle Modelle verfügen über eine Servolenkung. Front- und Seitenairbags sowie Gurtstraffer gehörten zur Grundausstattung. Für mehr Sicherheit sorgen verstärkte Träger im Kabinenbereich, Seitenaufprallschutz und Knautschzonen. Die Scheiben sind rahmenlos.
Im Innenraum konnte zwischen den Ausstattungsversionen Classic und Sport gewählt werden. Zur Classic-Ausstattung gehören Walnuss-Wurzelholz an der Armaturentafel, Ledersitze, Lederlenkrad und Schalthebel aus Holz, während die Sport-Ausstattung mit Lenkrad und Schalthebel in schwarzem Leder und einem Armaturenbrett mit Ahornmaserung aufwartet. Beide Sitze sind ebenso wie das Lenkrad elektrisch verstellbar, einzelne Positionen können gespeichert werden.
Es gibt eine Klimaanlage, eine Stereoanlage und eine Vorrichtung für ein Mobiltelefon. Das XK Cabrio besitzt zudem ein elektrisch betätigtes, gefüttertes Stoffdach, das sich innerhalb von 20 Sekunden öffnet bzw. schließt und automatisch in den Scheibenrahmen einrastet.

## Sondermodelle
Im Laufe der neunjährigen Bauzeit brachte Jaguar eine Reihe von limitierten Sondermodellen zum Verkauf. Die Motorisierung war gegenüber den Serienmodellen unverändert. Die Sondermodelle zeichneten sich vor allem durch optische Änderungen (Sonderfarben, spezielle Furniere für das Armaturenbrett) und dadurch aus, dass Sonderausstattung der normalen Modelle Serienausstattung wurde.

### Silverstone
Dieses Modell wurde im Jahr 2000 zum Wiedereinstieg von Jaguar in die Formel 1 präsentiert. Der erste Silverstone trug die VIN A06139. Viele Ausstattungsmerkmale wurden erst später bei den Serienmodellen eingeführt, wie z. B. C.A.T.S., 20-Zoll-Bereifung, Brembo-Bremsscheiben. Auf dem Growler auf der Motorhaube fand sich in roter Schrift „Silverstone“. Der Motor war noch die 4-Liter-Variante der ersten Serie.

### XKR100
Zum 100. Geburtstag von Jaguar-Gründer William Lyons wurde 2001 ein auf 500 Stück limitiertes Sondermodell herausgegeben. Serienmäßig hatte das Modell Recaro-Sitze, C.A.T.S., 20 Zoll-BBS-Montreal-Felgen und Brembo-Bremsen.

### Carbon-Fibre-Edition
Für den englischen Markt, also nur als Rechtslenker (RHD), wurde die Carbon-Fibre-Edition, die auf 100 Stück limitiert war, im Jahr 2004 aufgelegt (Start Sept 2004). Auch die Carbon-Fibre-Edition hatte wie alle Sonderserien zahlreiche Ausstattungsmerkmale, die beim Standardmodell aufpreispflichtig als Serienausstattung inkludiert. Darunter fällt das namensgebende Armaturenbrett, die Mittelkonsole und die Umrandung der Fensterheber aus Carbon oder die Recaro-Sportsitze. Der Jaguar Growler auf dem Kühler war grün. Thorley Nigel, You & Your Jaguar, 40.

### Die „Final Editions“
Viele Sondermodelle entstanden im Jahr 2005 (Modelljahr 2006 „2006MY“) als einerseits die Absätze zurückgingen und andererseits bereits ein Konzeptfahrzeug des Nachfolgers (interne Bezeichnung X150) als Advanced Leightweight präsentiert worden war. Die angeführten Modelle, die gemeinhin unter den Namen „Final Edition“ zusammengefasst wurden (wobei nur die XKR 4.2-S-Modelle diesen Namen trugen), starteten mit VIN A45289.

#### XKR 4.2-S (Final Edition [FE])
Beim Genfer Autosalon am 1. März 2005 wurde die „Final Edition“ angekündigt (interne Bezeichnung „X105“). Die Final Edition zeichnet sich durch umfangreiche Serienausstattung aus. Fast alles, was ansonsten als Sonderausstattung zu haben war, wurde serienmäßig verbaut. Daneben gab es auch optische Änderungen. Standardmäßig gab es 19 Zoll-„Atlas“-Felgen (XK8) und dreiteilige 20 Zoll-BBS-„Perseus“-Felgen (XKR8) sowie „Soft-Grain-Leder“ (auf den ersten Blick kann man die gerade Quernähte gegenüber den ansonsten gebogenen erkennen). Recaro-Sitze gehörten bei diesen Modellen zur Sonderausstattung. Die Modelle hatten einen weiß umrandeten Growler auf der Motorhaube (mit Zielflaggenmuster „chequered flag“). Die Zielflagge findet sich auch auf den Einstiegsleisten. Das Armaturenbrett war standardmäßig aus Ulmenholz (XK8) oder Carbon (XKR8). Der XKR war mit 2 Doppelendrohren bestückt, gelochten, innenbelüfteten Brembo-Bremsscheiben und standardmäßigen roten Bremssätteln. Die Final Edition war in allen Farben erhältlich, davon aber vier neuen, die allerdings auf 200 beschränkt waren: Copper Black Metallic, Frost Blue Metallic, Bay Blue Metallic und Satin Silver Metallic. Das Sondermodell in diesen vier Farben gehört daher zu den seltensten Modellen des X100, die gebaut wurden.
Neben den Recaro Sitzen gehörte zur aufpreispflichtigen Sonderausstattung die adaptive Geschwindigkeitsregelung ACC, die Innenraumüberwachung inklusive Glasbruchsensor und integriertem Garagentoröffner.
Die XKR 4.2-S-Edition gab es sowohl als LHD, als auch als RHD.
Im Mai 2005 verließ der letzte X100 die Jaguar-Werkshallen. Die Verkäufe der produzierten Modelle fanden auch danach noch statt, sodass auch Final-Edition-Modelle mit Zulassungsdatum 2006 zu finden sind.

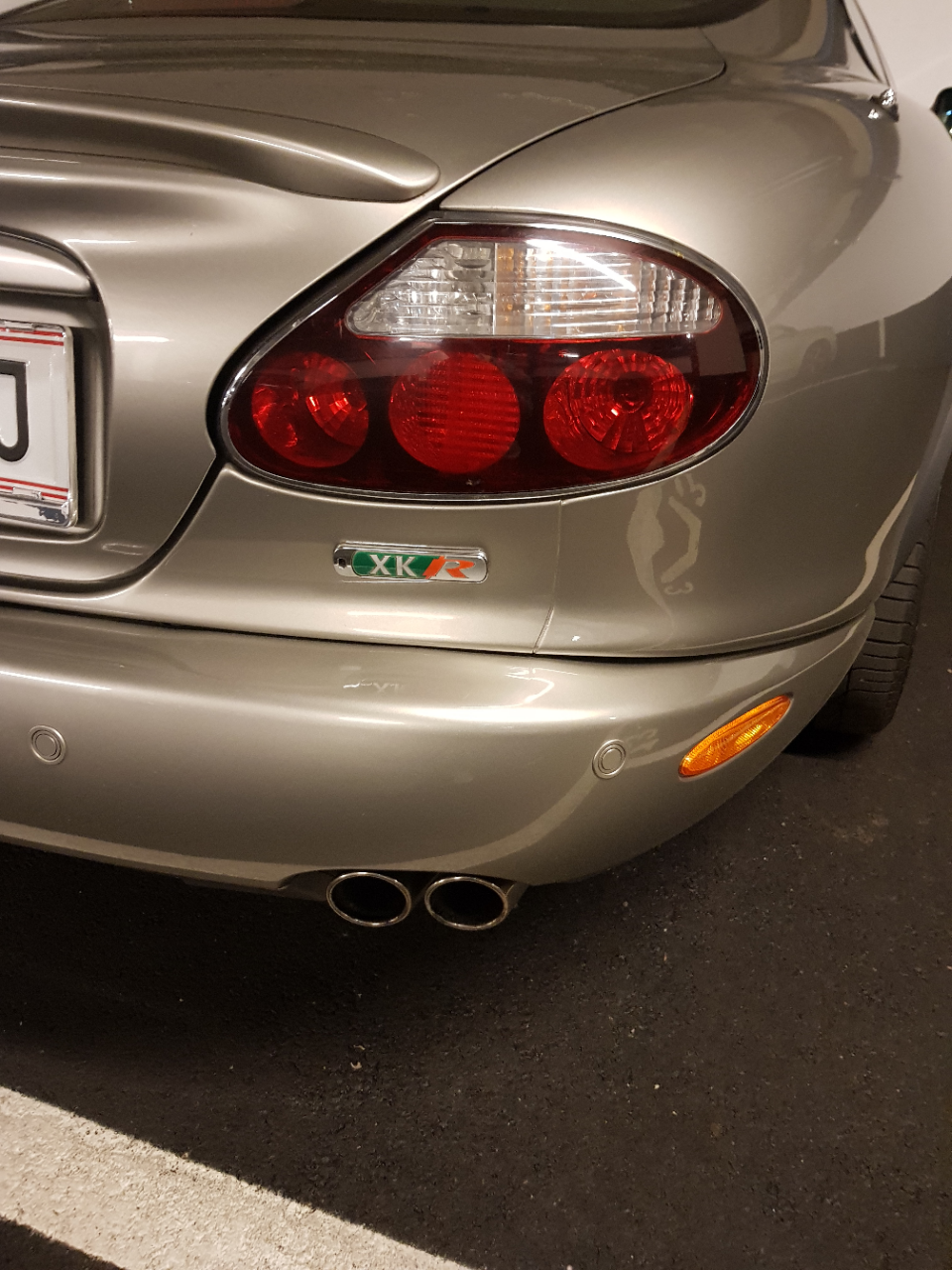
Getönte Rücklichter mit vier Endrohren
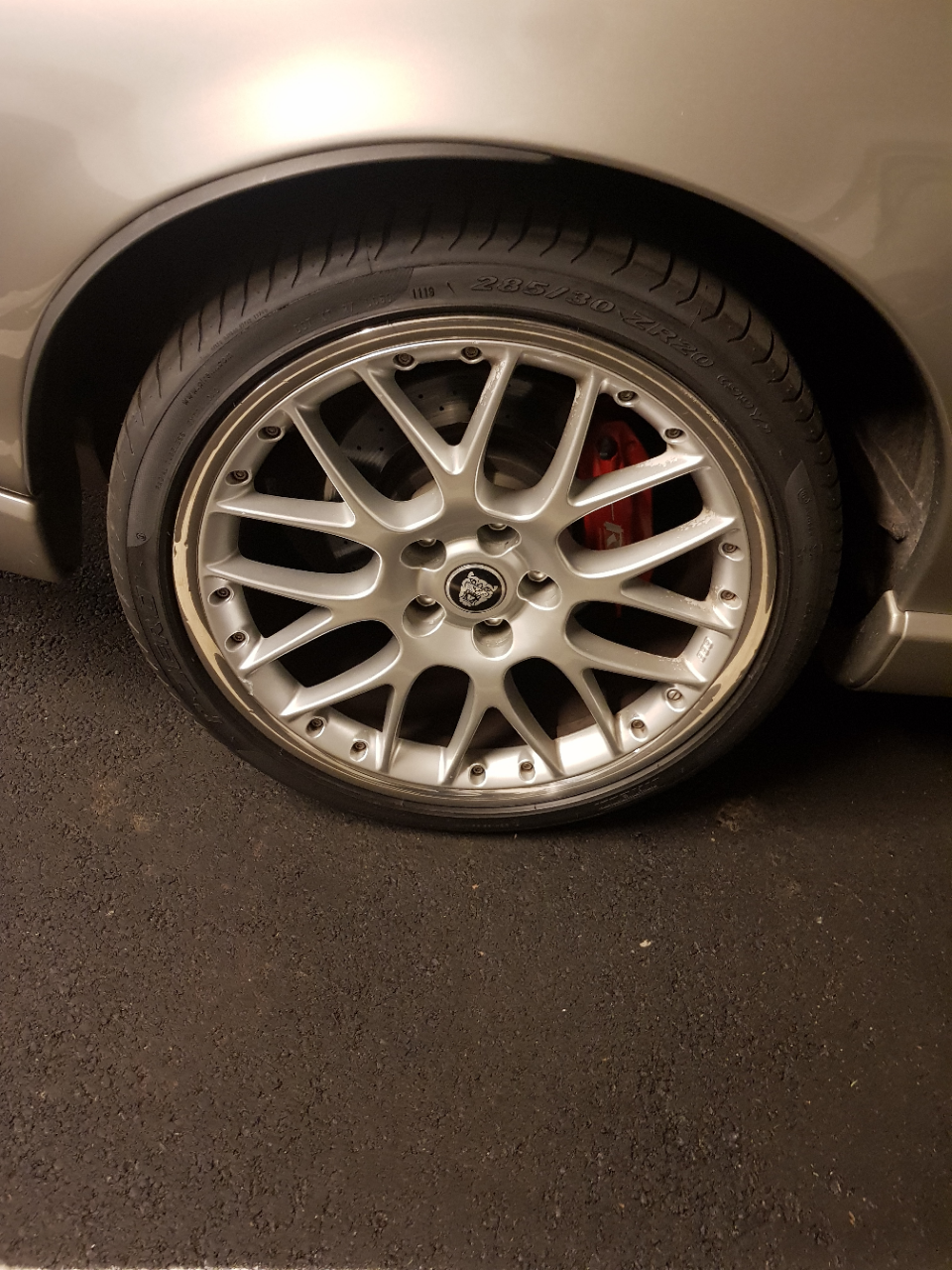
BBS Perseus Felgen (XKR)

#### XKR 4.2 (Victory Edition)
Die Victory-Edition ist mit der „Final Edition“ technisch und optisch identisch. Die Victory Edition wurde auf dem nordamerikanischen Markt angeboten. Der Name leitet sich von einem Tribut an den viermaligen Gewinn der nordamerikanischen Trans-Am-Serie ab.

#### XKR 4.2-S (Celebration Edition)
Ebenso wie die Victory Edition gegenüber der Final Edition unverändert war, so war es auch die Celebration-Edition, die ab April 2005 (Premiere auf der Leipziger Automesse AMI) auf dem deutschen Markt mit 50 Cabrios angeboten wurde. Eine Coupe-Version der Celebration-Edition gab es nicht.

#### XKR 4.2 (Stratstone Edition)

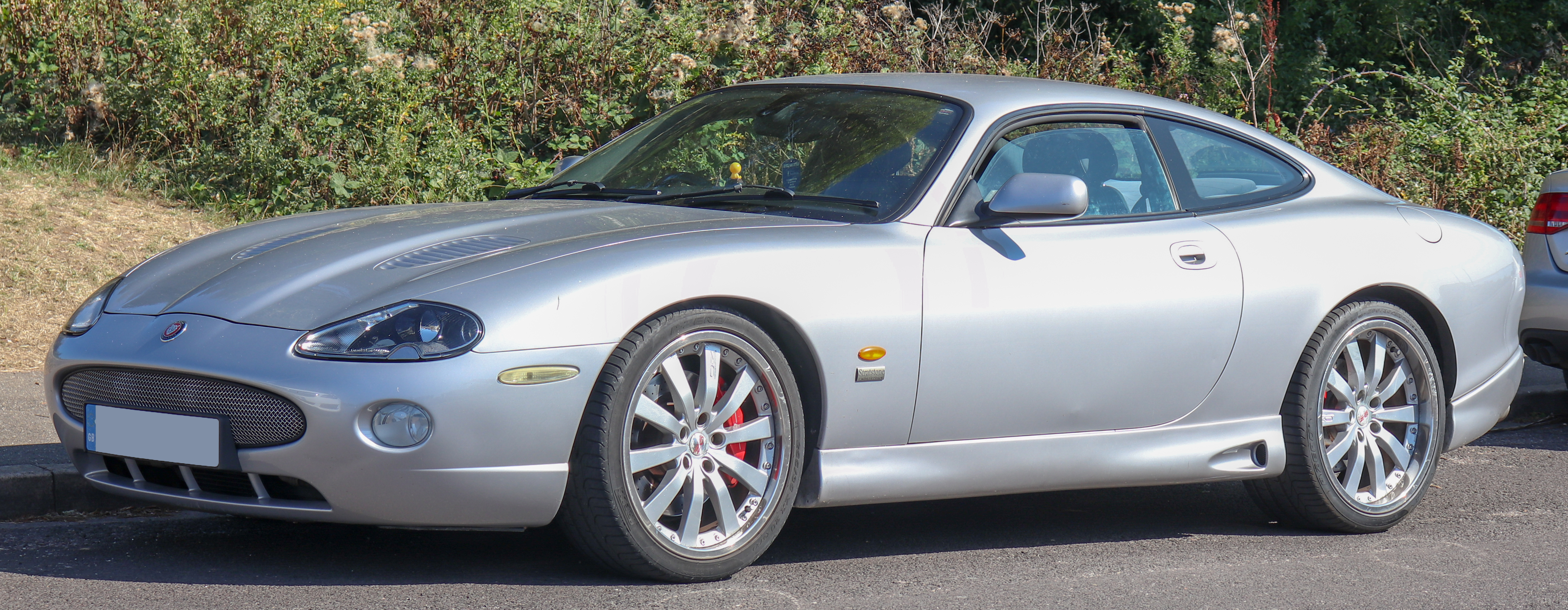
Stratstone Edition

Eine weitere limitierte Variante der letzten Modellreihe – und gleichzeitig die exklusivste mit lediglich 30 Stück – war jene, die exklusiv für den Händler Stratstone und dessen Kunden hergestellt worden war. Alle Modelle richteten sich an den britischen Markt und waren daher nur als Rechtslenker verfügbar (RHD). Gegenüber den anderen XKR 4.2 zeichnen sich die Stratstone-Modelle durch ein noch sportlicheres Auftreten auf (die Seitenschweller waren modifiziert worden) und wirkten aggressiver. Gleiches gilt für die veränderte Heckschürze samt Diffusor (ebenfalls Arden). Auch die Endtöpfe sowie die Alu-Felgen waren exklusiv für die Stratstone Edition.

## Technische Daten
| Modell                          | XK8 4.0                  | XKR                      | XK8 4.2                  | XKR                      |
| ------------------------------- | ------------------------ | ------------------------ | ------------------------ | ------------------------ |
| Bauzeit                         | 03/1996–08/2002          | 05/1998–08/2002          | 08/2002–07/2005          | 08/2002–07/2005          |
| Motorart                        | V8                       | V8 Kompressor            | V8                       | V8 Kompressor            |
| Hubraum                         | 3996 cm³                 | 3996 cm³                 | 4196 cm³                 | 4196 cm³                 |
| max. Leistung bei min−1         | 209 kW (284 PS) bei 6100 | 267 kW (363 PS) bei 6150 | 219 kW (298 PS) bei 6000 | 291 kW (396 PS) bei 6100 |
| max. Drehmoment bei min−1       | 375 Nm bei 4250          | 505 Nm bei 3000          | 411 Nm bei 4000          | 541 Nm bei 3500          |
| Beschleunigung, 0–100 km/h in s | 6,7 (6,9)                | 5,2 (5,4)                | 6,4 (6,6)                | 5,4 (5,6)                |
| Höchstgeschwindigkeit in km/h   | 250 (abgeregelt)         | 250 (abgeregelt)         | 250 (abgeregelt)         | 250 (abgeregelt)         |
| Getriebeart                     | 5-Gang-Automatik         | 5-Gang-Automatik         | 6-Gang-Automatik         | 6-Gang-Automatik         |
| Leergewicht in kg               | 1690 (1780)              | 1715 (1825)              | 1735 (1845)              | 1735 (1845)              |

- Werte in Klammern beziehen sich auf die Cabrio-Modelle.

## Verkaufszahlen
Insgesamt wurden 90.064 Fahrzeuge produziert (laut Limora und anderen Quellen: 90.616). Von diesen etwas über 90.000 Fahrzeugen wurden in die USA allein 50.048 Modelle exportiert. Das letzte Fahrzeug dieser Modellreihe verließ im Mai 2005 die Werkshallen in der Browns Lane und trug die VIN A48684.
Die Final Edition startete mit VIN A45289. Insgesamt wurden daher von dieser letzten Serie (inklusive aller limitierten Varianten) 3.359 Fahrzeuge produziert.